# پلاسا د کاتالونیا

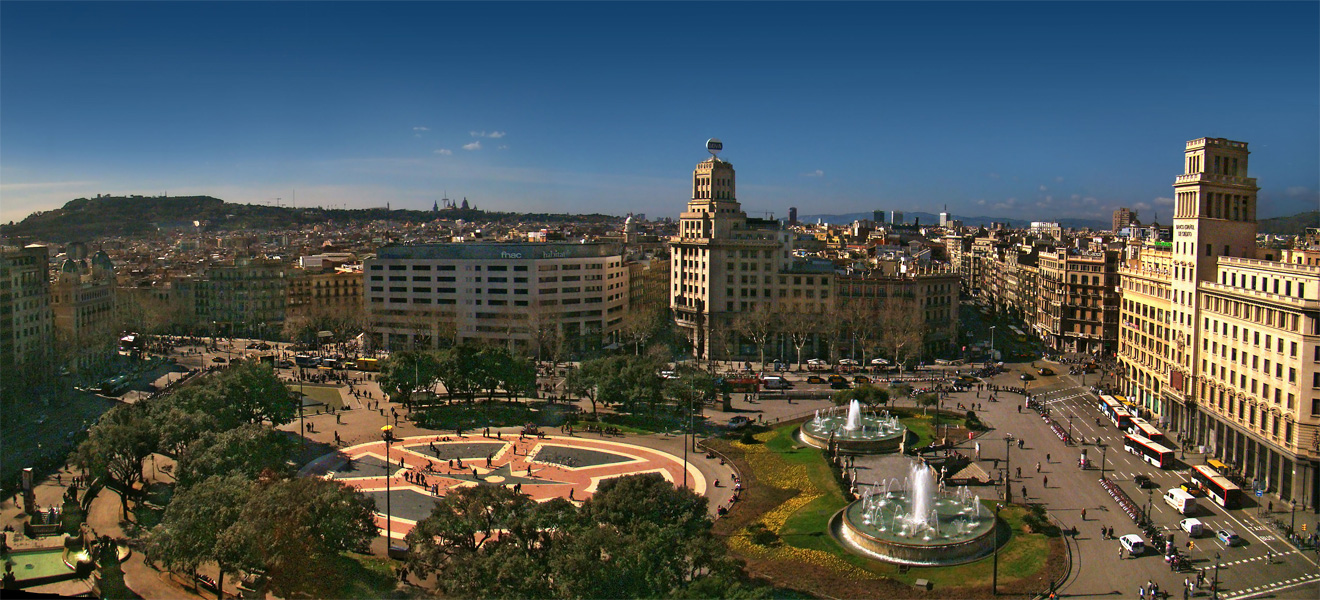
میدان کاتالونیا

پلاسا د کاتالونیا یا میدان کاتالونیا (کاتالونیایی: Plaça de Catalunya) میدان مرکزی بارسلون است که مرکز شهر محسوب می‌شود و شهر قدیم (گوتیک کوآرتر بارسلون و ال رابال در سویتاد بیا) را به منطقهٔ قرن نوزدهمی اشامپل پیوند می‌دهد. این میدان محل تلاقی برخی از مهمترین خیابانهای شهر همچون پسیج د گراسیا، رامبلا د کاتالونیا، لا رامبلا و پورتال د لانخل است.